# Weald Country Park

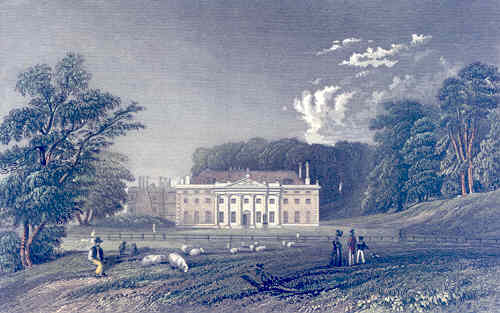
Stahlstich der Weald Hall von William Henry Bartlett aus dem Jahr 1834

Der Weald Country Park ist ein 200 Hektar großer Landschaftspark in South Weald im Bezirk Brentwood in der englischen Grafschaft Essex. Er liegt am nordöstlichen Rand des Großraums London. Der Park besteht schon seit mehr als 700 Jahren, die heutige Landschaftsgestaltung geht auf das 18. Jahrhundert zurück.
Es war geplant, während der Olympischen Sommerspiele 2012 hier die Mountainbike-Wettkämpfe auszutragen. Die UCI setzte jedoch die Hadleigh Farm als neuen Austragungsort durch, da dort das Terrain technisch anspruchsvoller und selektiver ist.
Der Weald Brook der in den Ingrebourne River übergeht entsteht im South Weald Lake im Weald County Park.